# Y. A. Tittle
Yelberton Abraham Tittle (Texas, 24 de outubro de 1926 – 8 de outubro de 2017), mais conhecido como Y. A. Tittle, foi um jogador de futebol americano, que jogava na posição de quarterback na National Football League e na All-America Football Conference. Ele jogou no Baltimore Colts, San Francisco 49ers e no New York Giants. Em 1971, ele foi aceito no hall da fama do seu esporte.